# فيوليتا (مسلسل تلفزيوني)
فيوليتا (بالإسبانية: Violetta) هو مسلسل تلفزيوني أرجنتيني تم تصويره في بوينس آيرس ، الأرجنتين وتم تطويره بواسطة قناة ديزني أمريكا اللاتينية وأوروبا والشرق الأوسط وأفريقيا (EMEA) وشركة الإنتاج بول-كا. تحكي قصة المسلسل عن فتاة اسمها فيوليتا وهي مراهقة موهوبة موسيقيًا و تحب أن تصبح مغنية مشهورة يوماً ما (تلعب دورها مارتينا ستوسيل المعروفة حالياً باسم تيني لأنها بعد نهاية الموسم الثالث قررت أن تبدأ مهنتها كمغنية بوب مستقلة خارج إطار المسلسل فأصدرت أول ألبوم لها في أبريل عام 2016 ومازالت مستمرة بعملها في مجال الموسيقى والغناء إلى يومنا هذا). 
تعود فيوليتا إلى موطنها الأرجنتين مع والدها، جيرمان (يلعب دوره دييغو راموس )، بعد أن عاشت في أوروبا (تحديداً في مدريد، إسبانيا) لعدة سنوات، وواجهت تجارب و صعوبات في النمو و التأقلم مع محيطها. 
كل حلقة تتضمن أرقام موسيقية أصلية من أنواع موسيقية متنوعة مثل الموسيقى البوب والموسيقى اللاتينية.